# Lijst van burgemeesters van Zegveld
Dit is een lijst van burgemeesters van de voormalige Nederlandse gemeente Zegveld in de provincie Utrecht.

Van 19 september 1814 tot 1 april 1817 viel een deel van deze gemeente, te weten de buurtschap Rietveld, onder de provincie Zuid-Holland.

De gemeente ging per 1 januari 1989 op in de gemeente Woerden.
| Ambtsperiode | Naam burgemeester                      | Leven      | Partij of stroming | Bijzonderheden |
| ------------ | -------------------------------------- | ---------- | ------------------ | --- |
| 1814-1825    | Jan Gijsbert Schuak                    |            |                    | Tevens notaris te Woerden en schout van Barwoutswaarder en Rietveld, overleden |
| 1825-1846    | Maarten de Haan Jz                     |            |                    | Tevens notaris te Woerden en burgemeester van Teckop, overleden |
| 1847-1848    | Johannes Justus Montijn                |            |                    | Voorheen notarisklerk te Woerden, tevens burgemeester van Teckop, verdronken in de Oude Rijn |
| 1848-1850    | Gijsbert van der Wind                  |            |                    | Voorheen wethouder van Zegveld, tevens veehouder, ontslagen en opnieuw wethouder geworden |
| 1850-1852    | Cornelis Jan Bredius                   |            |                    | Tevens burgemeester van burgemeester van Waarder, Barwoutswaarder, Rietveld (alle drie 1825-1855), burgemeester van Kamerik-Mijzijde, Kamerik-Houtdijken en 's-Gravesloot (alle drie 1826-1852). Aansluitend burgemeester van Woerden. |
| 1852-1883    | Arnoldus (A.) van Loon                 | ±1820-1883 |                    | Tevens burgemeester van Kamerik-Mijzijde, Kamerik-Houtdijken en 's-Gravesloot (alle drie 1852-1857) |
| 1883-1901    | Jan Pieter de Kock                     |            |                    | Voorafgaand gemeentesecretaris van Kamerik. Overleden. |
| 1901-1916    | Willem Karel Jan de Kock               |            |                    | Neef van zijn voorganger. Voorafgaand ambtenaar op de secretarie van de gemeente Zeist. Ontslagen op eigen verzoek. |
| 1916-1934    | Jenze Jan Talsma                       |            |                    | Voorafgaand gemeentesecretaris te Oostdongeradeel. Aansluitend burgemeester van Renkum. |
| 1935-1952    | Johannes (J.) Reijers                  | 1887-1977  | CHU                | Voorafgaand wethouder te Zwijndrecht en lid Provinciale Staten van Zuid-Holland. Van 1946 tot 1963 lid van de Eerste Kamer der Staten-Generaal. Tot mei 1945 was D.J. Munnik enkele maanden burgemeester.                              |
| 1952-1966    | Herman Lodewijk (H.L.) Breen           | 1914-1994  | CHU                | Voorafgaand gemeentesecretaris van Ankeveen. Aansluitend burgemeester van Leimuiden, Nieuwveen en Rijnsaterwoude. |
| 1966-1971    | Jan (J.) van Wijk                      | 1927-2002  | CHU                | Voorafgaand burgemeester van Zaamslag. Aansluitend burgemeester van Vianen. |
| 1972-1980    | Willem Jan (W.J.) van Doorn            | 1918-1982  | CHU                | Voorafgaand burgemeester van Poortvliet. Ontslag wegens gezondheidsredenen. |
| 1981-1988    | Willem Frans Ewoud baron van der Feltz | 1940-2013  | CDA                | Voorafgaand ambtenaar gemeente Voorburg. Aansluitend burgemeester van Breukelen. |

NB: In de periode van 8 september 1857 tot en met 31 december 1988 waren de burgemeesters van Zegveld tevens burgemeester van Kamerik.